# 21457 Fevig
21457 Fevig è un asteroide della fascia principale. Scoperto nel 1998, presenta un'orbita caratterizzata da un semiasse maggiore pari a 2,3399956 UA e da un'eccentricità di 0,1909166, inclinata di 0,24147° rispetto all'eclittica.
L'asteroide è dedicato a Ronald A. Fevig, astronomo dell'Università del Nord Dakota.